# Krzywcze Dolne
Krzywcze Dolne (ukr. Нижнє Кривче) – dawna wieś, obecnie w granicach wsi Krzywcze na Ukrainie w rejonie czortkowskim obwodu tarnopolskiego. Stanowi zachodnią, dolinną część Krzywczm, ciągnącą się zachodnim brzegiem rzeki Cyganki.

## Historia
Krzywcze Dolne to dawniej samodzielna wieś, która w połowie XIX w. stanowiła odrębną w gminę jednostkową w Bezirk Mielnica Królestwa Galicji i Lodomerii (699 mieszkańców w 1854 roku). Od 1867 w powiecie borszczowskim.
W międzywojniu w II RP (916 mieszkańców w 1921 r.). 1 sierpnia 1934 r. w ramach reformy na podstawie ustawy scaleniowej weszła w skład nowej zbiorowej gminy Krzywcze Górne w powiecie borszczowskim, gdzie we wrześniu 1934 utwotrzyła gromadę Krzywcze Dolne.
Po II wojnie światowej włączona w struktury ZSRR, gdzie została połączona z Krzywczami Górnymi w jedną miejscowość Krzywcze.